# Kratosz (mitológia)
A görög mitológiában Kratosz, más néven Kratusz, az erő isteni megszemélyesítője. Pallasz és Sztüx fia. Kratosz és testvérei, Niké („Győzelem”), Bié („Erő”) és Zélosz („Dicsőség”) mind egy-egy sajátos tulajdonság megszemélyesítői. Kratosz először Hésziodosz Istenek születése című művében jelenik meg testvéreivel együtt. Hésziodosz szerint Kratosz és testvérei Zeusz mellett élnek, mert anyjuk, Sztüx, elsőként fordult Zeuszhoz, hogy helyet kérjen az új rendjében, ezért Zeusz megtisztelte őt és gyermekeit kiemelt pozíciókkal.
Kratosz és nővére, Bié leginkább Aiszkhülosz Prométheusz bilincsben című tragédiájának nyitójelenetéből ismertek. Zeusz megbízottjaiként a foglyul ejtett titánt, Prométheuszt vezetik a színpadra. Kratosz arra kényszeríti az enyhe természetű kovácsistent, Héphaisztoszt, hogy bilincselje a sziklához Prométheuszt, büntetésül a tűz ellopásáért.
Kratoszt brutálisnak és könyörtelennek ábrázolják, aki ismételten gúnyolja Héphaisztoszt és Prométheuszt, és az indokolatlan erőszak alkalmazását szorgalmazza. Védelmezi Zeusz elnyomó uralmát, és azt jósolja, hogy Prométheusz soha nem fog megszabadulni láncaitól. Aiszkhülosz Áldozatvivők című művében Élektra Kratoszt, Dikét („Igazságosság”) és Zeuszt hívja segítségül testvére, Oresztész támogatására, hogy megbosszulják apjuk, Agamemnón meggyilkolását.
Kratosz és Bié megjelennek egy i. e. 5. századi vörös alakos attikai skyphoson, amely Ixión megbüntetését ábrázolja, és valószínűleg Euripidész egy elveszett tragédiájának jelenetén alapul. Emellett a 18. és 19. századi romantikus ábrázolásokban és a Prométheusz megkötözését feldolgozó művekben is feltűnnek.

## Ógörög irodalomban és művészetben

### Istenek születése
Kratoszt és testvéreit először Hésziodosz Istenek születése című művében említik, amelyet a boiótiai költő a Kr. e. 8. század végén vagy a 7. század elején írt. Hésziodosz így ír:
„És Sztüx, Ókeánosz lánya Pallaszhoz társult, és szülte Zéloszt (Versengés) és karcsú bokájú Nikét (Győzelem) a házban. Ugyancsak világra hozta Kratoszt (Erő) és Biét (Kényszer), csodálatos gyermekeket. Ezeknek nincs otthonuk Zeusz nélkül, sem lakhelyük, sem útjuk más, mint amerre az Isten vezeti őket, hanem mindig Zeusz, a mennydörgő mellett laknak.”
Itt Kratosz csupán egy istenített elvont fogalomként jelenik meg, részletezés vagy fejlődés nélkül. Hésziodosz elmagyarázza, hogy Sztüx gyermekei azért lakhatnak Zeusz mellett, mert Zeusz a Titanomakhia után úgy döntött, hogy azok, akik nem töltöttek be hivatalt Kronosz alatt, helyet kapnak új uralmában. Mivel Sztüx elsőként jött Zeuszt kérni gyermekeivel együtt, Zeusz őket a legmagasabb rangúként tisztelte meg új rendszerében. Diana Burton szerint Sztüx, Zélosz, Niké, Kratosz és Bié önkéntes szövetségváltása Zeusz győzelmének bizonyosságát jelképezi a titánok felett. Míg Diké („Igazság”), Eünomia („Jó Törvény”) és Eiréné („Béke”) Zeusz uralmának előnyeit képviselik, addig Kratosz és testvérei az uralom felépítéséhez szükséges munkát testesítik meg.

### Prométheusz megkötözve
Dirck van Baburen 1623-as festményén Prométheusz megkötözése Vulcan által című műben Kratosz ugyan nem látható, de a drámában ő adja az utasítást Héphaisztosznak Prométheusz bilincsbe verésére.
A tragédia nyitójelenetében, amelyet hagyományosan Aiszkhülosznak tulajdonítanak, Kratosz és nővére, Bié, Prométheuszt egy távoli helyre viszik a szkítiai vadonban, ahol egy sziklához láncolják. Az utasítást maga Zeusz adta, és Kratosz és Bia Zeusz új rendszerének megtestesítőiként jelennek meg. Kratosz és Bié jelenléte, Niké és Zélosz hiánya a darab zsarnoki ábrázolását hangsúlyozza, mivel Kratosz és Bié az uralom zsarnoki aspektusait képviselik. Ian Ruffell szerint Kratosz „egyfajta egyszerű verőlegény, akinek zsarnoki rendszerekben végtelen munkalehetőség nyílik.”
Kratosz fizikai brutalitással és könyörtelenséggel érvényesíti Zeusz hatalmát. Héphaisztoszt kényszeríti, hogy láncolja Prométheuszt a sziklákhoz, annak ellenére, hogy Héphaisztosz ezt ellenezte. Héphaisztosz sajnálja Prométheusz jövőbeli szenvedését, de Kratosz kigúnyolja őt. Kratosz a törvény uralmát a félelem uralmával azonosítja, és a szánalmat értelmetlen időpazarlásként veti el.
Kratosz arra utasítja Héphaisztoszt, hogy a szükségesnél több erőszakot alkalmazzon Prométheusszal szemben. Megparancsolja, hogy szegezze a kezeit a sziklához, majd acélékeket hajtson a mellkasába, végül pedig kösse meg a lábait, hogy teljesen mozdulatlanná váljon. Héphaisztosz kritizálja Kratoszt, mondván, hogy beszéde olyan csúnya, mint a külseje. Kratosz válaszul azt mondja: „Légy szelíd. Ne vágd a fejemhez az akaratomat és a durva természetemet.”
Miután Prométheusz bilincsbe került, Héphaisztosz, Bié és Kratosz elhagyják a színpadot, utolsóként Kratosz távozik. Távozása előtt Kratosz kigúnyolja Prométheuszt, mondván, hogy sosem szabadul a bilincseitől (amelyektől később Héraklész segítségével megszabadul), és hogy nem méltó a nevére (a „Prométheusz” görögül előrelátást jelent).
Aiszkhülosz ábrázolása szerint Prométheusz szigorú büntetése elrettentésül szolgál azok számára, akik törvénysértést követnének el. Ebből a nézőpontból Kratosz kegyetlenségét nem túlzónak, hanem az igazságszolgáltatás megfelelő érvényesítésének tekintették.

### Egyéb utalások
Aiszkhülosz Áldozatvivők című művében Élektra Kratoszt, Dikét és Zeuszt hívja segítségül, hogy támogassák őt és testvérét, Oresztészt apjuk, Agamemnón meggyilkolásának megbosszulásában. Platón Protagorasz című dialógusában, amelyet a Kr. e. 4. században írt, Prométheusz legendáját úgy meséli el, hogy Prométheusz azért lopta el a tüzet Athéné és Héphaisztosz templomából, nem pedig Zeusz erődjéből, mert Zeusz „őrei” túl ijesztőek voltak.

## A modern kultúrában
1772-ben Thomas Morell publikálta Prometheus Bound (Prométheusz bilincsben) című művének angol fordítását Prometheus in Chains címmel, ezzel először tette széles körben elérhetővé a művet a brit közönség számára. Négy évvel később az abolicionista Richard Potter kiadta Aiszkhülosz összes tragédiájának teljes angol fordítását. A Prometheus Bound azon jelenete, amelyben Héphaisztosz Kratosz és Bié segítségével a hegyoldalhoz láncolja Prométheuszt, megragadta a 18–19. századi romantikusok képzeletét, és eszközzé vált számukra a forradalom és zsarnokság, a rabszolgaság és szabadság, valamint a háború és béke közötti viszonyok elemzéséhez.
Richard Porson 1795-ös Prometheus Bound fordítását John Flaxman rajzai illusztrálták, amelyek a híres megkötözési jelenetet ábrázolták. 1798 és 1799 között George Romney készített krétarajz-sorozatot a Prometheus Bound jeleneteiről, köztük a megkötözési jelenetet Kratosz és Bié szereplésével. Mind Flaxman, mind Romney illusztrációin Kratosz és Bié szimmetrikusan együtt jelenik meg. 1819-ben Percy Bysshe Shelley adaptálta a Prométheusz-mítoszt saját drámájához, a Prometheus Unbound-hoz (Prométheusz megszabadulva).
Gabriel Fauré Prométhée című háromfelvonásos operájában, amelyet először 1900-ban mutattak be, a költők Jean Lorrain és André-Ferdinand Hérold francia librettójával, a Prometheus Bound elején szereplő jelenetet, amelyben Kratosz kényszeríti Héphaisztoszt Prométheusz megkötözésére, szorosan átdolgozták. Héphaisztosz és Kratosz párbeszédét olyan zene kíséri, amelyben „impresszionista utalások vannak a teljes hangsorokra”. Fauré, aki lágy, kifinomult kamarazenéjéről volt ismert, meglepte a közönséget Kratosz és Bié párbeszédének „gyűlöletteljes haragját” kifejező zenéjével.

### God of War
Egy Kratosz nevű karakter szerepel a God of War videojáték-sorozatban, amelynek első hét játéka a görög mitológián alapul. A karaktert Sylwia Chmielewski klasszika-filológus úgy írja le, mint „mélyen tragikus, Héraklészi antihőst, aki miután meggyilkolta a családját, bűneit próbálja lemosni, hogy visszanyerje lelki békéjét.” A videojátékos Kratosz nevét csak a 2005-ös eredeti játék fejlesztésének késői szakaszában kapta, miután a karaktert már kidolgozták. A készítők, anélkül hogy tudtak volna a Prometheus Bound-ban szereplő mitológiai Kratoszról, véletlenül választották ezt a nevet, amely ugyanazt jelenti: „Erő”.
Stig Asmussen, a 2010-es God of War III rendezője, ezt a névazonosságot „szerencsés véletlennek” nevezte, megjegyezve, hogy mind a videojátékos Kratosz, mind a mitológiai Kratosz „bábok”. Zoran Iovanovici, a California State University oktatója ironikusnak találta, hogy míg a mitológiai Kratosz leginkább arról ismert, hogy Prométheuszt megkötözi, a 2007-es God of War II-ben a videojátékos karakter éppen őt szabadítja ki. Chmielewski szerint a videojátékos Kratosz nagymértékben merít más görög mitológiai alakokból, például Perszeuszból, Thészeuszból és Akhilleuszból, de legerősebb hatása Héraklész.
A görög alapú játékokban Kratosz brutális és erőszakos az ártatlanokkal szemben. A God of War III-ban a görög istenek túlnyomó többségét – akiket „megrontottak és bosszúállóknak” ábrázolnak – megöli, és visszaállítja Görögország eredeti káosz állapotát.